# Swamp pop

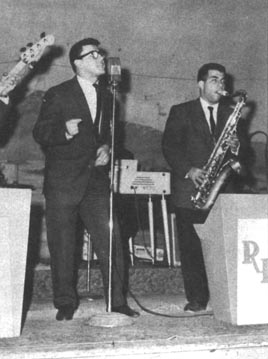
Jivin' Gene en 1959.

Le swamp pop est un genre musical originaire de la région d'Acadiane en Louisiane, issue du mélange de plusieurs styles musicaux se côtoyant au sein d'un même creuset musical. Le swamp pop music est un mélange de blues, de rock, de country, de boogie, et de zydeco. Les musiciens sont majoritairement cajuns et créoles descendants de la Louisiane française, d'Acadie ou de Saint-Domingue. Les paroles chantées sont un mélange de parler cadien, de français standard, et d'anglais.
Le swamp rock est un genre distinct, qui s’appuie davantage sur le rock des années 1960 que sur le son rythmique et blues des années 1950 du Swamp Pop. Il est illustré, par exemple, par le travail de Creedence Clearwater Revival, de Tony Joe White, ou encore de Delaney & Bonnie.

## Terminologie
Le terme anglais de swamp désigne le marais ou plutôt le marécage en français. Le swamp pop est issu de cette région de la Louisiane, l'Acadiane notamment, pays des bayous, où l'eau, omniprésente, se mélange étroitement avec la terre, par d'innombrables canaux et voies d'eau naturelles.
Le swamp pop est également désigné sous d'autres appellations : swamp rock, swamp bop, cajun rock, cajun pop, bayou rock 'n' roll, bayou boogie, bayou beat, bayou blues, marais pop, marécage pop. Les termes « South Louisiana music » ou « South Louisiana rock 'n' roll » sont également employés pour désigner ce style musical typiquement louisianais.
Le swamp blues est parfois confondu avec le swamp pop qui est pourtant un genre musical différent issu du sud de la Louisiane et du courant musical du Louisiana blues, même si les artistes de swamp blues et de swamp pop jouent souvent ensemble. Le swamp blues est également plus localisé autour de la ville de Baton-Rouge, contrairement au swamp pop qui se diffusa à travers le sud-louisianais avant de devenir un genre musical joué dans d'autres États des États-Unis.

## Histoire
Le swamp pop est apparu au cours des années 1950. Il est la rencontre de plusieurs genres musicaux, notamment le traditionnel Louisiana Slow Ballad joué par les cajuns et le rhythm and blues de La Nouvelle-Orléans. Le saxophoniste de swamp pop, Harry Simoneaux, donne une définition de cette musique hybride, le swamp pop : « moitié Domino et moitié fais do-do », c'est-à-dire moitié Fats Domino (rhythm and blues, rock et boogie-woogie) et moitié Fais dodo (chanson en français cadien animant les bals des Franco-louisianais cadiens et cajuns).
Les jeunes chanteurs acadiens et créoles louisianais délaissent les ballades traditionnelles cajuns telles que Jolie blonde, Allons à Lafayette, et Les Flammes d'enfer, pour un style plus rythmé entre blues, rock et country. L'un des premiers chanteurs emblématiques de ce style musical est le chanteur cajun Bobby Charles avec notamment See You Later, Alligator interprété par Bill Haley en 1955. Le bilinguisme franco-anglais reste néanmoins le dénominateur commun du swamp pop. Bobby Page enregistre Hippy-Ti-Yo, une chanson rock 'n' roll bilingue de la version française traditionnelle Cajun Hip et Taïaut. Rod Bernard (en) fait la même chose avec Allons Danser Colinda, chanson reprise maintes fois depuis par de nombreux chanteurs louisianais, acadiens et québécois, notamment Edith Butler, et même par Gene Vincent. D'autres ré-enregistrent des chansons traditionnelles dans le style swamp pop, tels que Joe Barry (en) et sa chanson Je suis bête de t'aimer, Johnnie Allan (en) et The Promised Land, ou encore Randy and the Rockets qui reprennent Allons à Lafayette.

## Influences
Le swamp pop a influencé de nombreux artistes américains, bien au-delà de la seule Louisiane. Si des artistes Cajuns, tels que Zachary Richard ou Marc Broussard, furent influencés par le swamp pop, des chanteurs et groupes américains furent réceptifs à ce genre musical, tels que Creedence Clearwater Revival, groupe californien, ou les Beatles avec la chanson Oh! Darling, les Rolling Stones avec une reprise de You'll Lose a Good Thing (en) et Oh Baby (We Got a Good Thing Goin), ou encore Elvis Presley et la reprise de Johnny Ace Pledging My Love (en).

## Caractéristiques
Les paroles du swamp pop sont rythmées entre mélancolie, ruptures dramatiques, lamentations et douceur romantique. Le parler cadien enracinant les complaintes dans un environnement sudiste nostalgique d'un temps passé, où la vie était bien mieux qu'aujourd'hui. Complaintes toujours entrecoupées de ruptures dynamiques et d'espérance.